# Miss International Queen Nicaragua
Miss International Queen Nicaragua es el certamen de belleza nacional para mujeres trans en Nicaragua. Desde 2012 concursantes nicaragüenses han competido en el certamen internacional Miss International Queen organizado en Tailandia. Sin embargo, Nicaragua solo ha competido en 6 ediciones del certamen.
La ganadora de Miss International Queen Nicaragua 2025 es Tiffany Colleman de Managua. Colleman representará a Nicaragua en Miss Internacional Queen 2025 en Tailandia en una sede y fecha por anunciar.

## Ganadoras
Leyenda
- Ganadora
- Top 6
- Top 10/12
- Premio especial

| Año                           | Departamento | Miss IQ Nicaragua | Colocación en Miss International Queen | Premios especiales     | Notas |
| ----------------------------- | ------------ | ----------------- | -------------------------------------- | ---------------------- | --- |
| 2025                          | Managua      | Tiffany Colleman  | TBA                                    | TBA                    | - Será la segunda vez que Tiffany participa en el certamen la primera en 2019.                                |
| 2024                          | Masaya       | Marcela Rojas     | No compitió                            | No compitió            | No compitió                                                                                                   |
| 2023                          | Managua      | Brenda López      | No clasificó                           |                        | - Posteriormente Miss International Trans Nicaragua 2024                                                      |
| No compitió entre 2020 y 2022 |              |                   |                                        |                        | |
| 2019                          | Managua      | Tiffany Colleman  | No clasificó                           | - Mejor Traje Nacional | - Posteriormente Miss Trans Star internacional Nicaragua 2022 y ganadora internacional del certamen en España |
| 2018                          | Managua      | Barbie D' Ébano   | No clasificó                           |                        | |
| No compitió entre 2015 y 2017 |              |                   |                                        |                        | |
| 2014                          | Managua      | America Ithzelle  | No clasificó                           |                        | |
| 2013                          | No compitió  | No compitió       | No compitió                            | No compitió            | No compitió                                                                                                   |
| 2012                          | Managua      | Berdien Blandino  | No clasificó                           |                        | |

## Ganadoras de Miss Trans Star Internacional Nicaragua
Leyenda
- Ganadora
- Top 6
- Top 10/12
- Premio especial

| Año  | Departamento | Miss TSI Nicaragua | Colocación en Miss Trans Star Internacional | Premios especiales                 | Notas                                                   |
| ---- | ------------ | ------------------ | ------------------------------------------- | ---------------------------------- | ------------------------------------------------------- |
| 2023 | Masaya       | Marcela Rojas      | Top 6                                       |                                    |                                                         |
| 2023 | Chinandega   | Acsanara Jockson   | Destronada                                  | Destronada                         | Destronada                                              |
| 2022 | Managua      | Tiffany Colleman   | Ganadora                                    | - Top 5 en el Mejor Traje Nacional | - Anteriormente Miss International Queen Nicaragua 2019 |